# Dima olympica
Dima olympica là một loài bọ cánh cứng trong họ Elateridae. Loài này được Meschnigg miêu tả khoa học năm 1934.